# Bruno da Ponte
Bruno Domingues da Ponte (Ponta Delgada, 28 de Agosto de 1932 - Ponta Delgada, 14 de Dezembro de 2018) foi um editor, jornalista, tradutor e professor universitário português.

## Biografia
Nasceu numa família de tradições democráticas, manifestando desde cedo a sua oposição ao Estado Novo, que com o tempo se traduziria mais na actividade cultural do que propriamente política. Foi um dos responsáveis pelo suplemento cultural do semanário A Ilha, de Ponta Delgada, conotado com a Oposição Democrática, de 1952 a 1956. 
Fez a sua estreia como editor ao publicar o livro Para Uma Autêntica Literatura Açoriana (1953), de Eduíno Borges Garcia, resultante de uma série de artigos vindos a lume no semanário A Ilha, em que este teorizava uma literatura açoriana de inspiração neo-realista. 
Na sua juventude, apoiou as candidaturas presidenciais de Ruy Luís Gomes, em 1951, declarado inelegível, e de Arlindo Vicente, em 1958. Depois da sua desistência a favor do general Humberto Delgado passaria a apoiar o "General sem Medo".
Fixando-se em Lisboa, dedicou-se ao jornalismo, sendo secretário de redacção e editor de teatro do semanário cultural Jornal de Letras e Artes, de 1961 a 1970, e à editorialística, que viria a ser a sua grande paixão. Foi co-fundador da Editora Minotauro, em Lisboa, encerrada pelo regime em 1967, que desenvolveu uma ampla actividade na década de 1960, publicando muitos autores nacionais e estrangeiros de renome. Depois do encerramento da editora, partiu para a Escócia, onde foi professor na Universidade de Edimburgo e trabalhou na Editora DEPA.
Regressou a Portugal na sequência da revolução de 25 de Abril de 1974, retomando então a actividade editorial a nível nacional. Trabalhou em várias editoras, decidindo fundar as Edições Salamandra, em 1984, que se manteria no activo até 2005. Esta editora desempenhou um importante papel na divulgação de autores e de temáticas açorianas, nomeadamente na Colecção Garajau, que publicou 120 obras dentro deste âmbito.
Por convite do governo de Moçambique, fundou a Escola de Jornalismo de Maputo, da qual foi director durante quatro anos.
No final da vida, voltou a residir em Ponta Delgada, onde viria a falecer aos 86 anos. A notícia do seu falecimento passou praticamente despercebida na imprensa local.